# Hispania F111
Hispania F111 je vůz týmu HRT F1, který se účastnil mistrovství světa v roce 2011. Monopost byl představen 8. února 2011 na internetu.

## Stručný popis
Vůz je bílé barvy doplněn o barvy společnosti TATA Motors.

## Týmové údaje
V červenci 2011 tým převzala společnost Thesan Capital. V pátečním tréninku na GP Brazílie nastoupil český jezdec Jan Charouz.

## Výsledky
| Legenda k tabulce | Legenda k tabulce                                                                       |
| Barva             | Výsledek                                                                                |
| ----------------- | --------------------------------------------------------------------------------------- |
| Zlatá             | Vítěz                                                                                   |
| Stříbrná          | 2. místo                                                                                |
| Bronzová          | 3. místo                                                                                |
| Zelená            | Bodované umístění                                                                       |
| Modrá             | Nebodované umístění                                                                     |
| Modrá             | Dokončil neklasifikován (NC)                                                            |
| Fialová           | Odstoupil (Ret)                                                                         |
| Červená           | Nekvalifikoval se (DNQ)                                                                 |
| Červená           | Nepředkvalifikoval se (DNPQ)                                                            |
| Černá             | Diskvalifikován (DSQ)                                                                   |
| Bílá              | Nestartoval (DNS)                                                                       |
| Bílá              | Závod zrušen (C)                                                                        |
| Světle modrá      | Pouze trénoval (PO)                                                                     |
| Světle modrá      | Páteční testovací jezdec (TD)                                                           |
| Bez barvy         | Netrénoval (DNP)                                                                        |
| Bez barvy         | Vyřazen (EX)                                                                            |
| Bez barvy         | Nepřijel (DNA)                                                                          |
| Bez barvy         | Odvolal účast (WD)                                                                      |
| Bez barvy         | Nezúčastnil se (prázdné)                                                                |
| Označení          | Význam                                                                                  |
| Tučnost           | Pole position                                                                           |
| Kurzíva           | Nejrychlejší kolo                                                                       |
| †                 | Jezdec nedojel do cíle, ale byl klasifikován, protože odjel více než 90 % délky závodu. |
| ‡                 | Byl udělován poloviční počet bodů, protože bylo odjeto méně než 75 % délky závodu.      |
| Horní index       | Umístění bodujících jezdců ve sprintu                                                   |

| Rok  | Tým                     | Motor              | Pneu | Jezdci      | 1   | 2   | 3   | 4   | 5   | 6   | 7   | 8   | 9   | 10  | 11  | 12  | 13  | 14  | 15  | 16  | 17  | 18  | 19  | Body | Umístění  |
| ---- | ----------------------- | ------------------ | ---- | ----------- | --- | --- | --- | --- | --- | --- | --- | --- | --- | --- | --- | --- | --- | --- | --- | --- | --- | --- | --- | ---- | --------- |
| 2011 | Hispania Racing F1 Team | Cosworth CA2011 V8 | P    |             | AUS | MAL | CHN | TUR | ESP | MON | CAN | EUR | GBR | GER | HUN | BEL | ITA | SIN | JPN | KOR | IND | ABU | BRA | 0    | 11. místo |
| 2011 | Hispania Racing F1 Team | Cosworth CA2011 V8 | P    | Karthikeyan | DNQ | Ret | 23  | 21  | 21  | 17  | 17  | 24  |     | TD  |     |     |     | TD  | TD  | TD  | 17  |     |     | 0    | 11. místo |
| 2011 | Hispania Racing F1 Team | Cosworth CA2011 V8 | P    | Ricciardo   |     |     |     |     |     |     |     |     | 19  | 19  | 18  | Ret | NC  | 19  | 22  | 19  | 18  | Ret | 20  | 0    | 11. místo |
| 2011 | Hispania Racing F1 Team | Cosworth CA2011 V8 | P    | Liuzzi      | DNQ | Ret | 22  | 22  | Ret | 16  | 13  | 23  | 18  | Ret | 20  | 19  | Ret | 20  | 23  | 21  |     | 20  | Ret | 0    | 11. místo |
| 2011 | Hispania Racing F1 Team | Cosworth CA2011 V8 | P    | Charouz     |     |     |     |     |     |     |     |     |     |     |     |     |     |     |     |     |     |     | TD  | 0    | 11. místo |